# Аннетт ван Зіль
Аннетт ван Зіль (англ. Annette Van Zyl; нар. 25 вересня 1943) — колишня південноафриканська тенісистка.
Найвищу одиночну позицію світового рейтингу — 6 місце досягла 1965, 1966 року.
Здобула 6 одиночних та 4 парні титули.
Перемагала на турнірах Великого шолома в змішаному парному розряді.

## Фінали

### Одиночний розряд 8 (6–2)
| Результат | Ранг | Дата         | Турнір                           | Суперниця             | Рахунок       |
| --------- | ---- | ------------ | -------------------------------- | --------------------- | ------------- |
| Поразка   | 1.   | 1965         | British Hard Court Championships | Енн Джонс             | 5–7, 1–6      |
| Поразка   | 2.   | 1966         | Мастерс Рим                      | Енн Гейдон-Джонс      | 6–8, 1–6      |
| Перемога  | 1.   | Січ 1968     | Natal Championships              | Керо Колдвелл-Гребнер | 6–1, 6–1      |
| Перемога  | 2.   | червень 1968 | Int. Swiss Championships         | Гелга Ніссен          | 6–3, 6–3      |
| Перемога  | 3.   | Лип 1968     | Гштад Championships              | Джулі Гелдман         | 6–0, 6–1      |
| Перемога  | 4.   | Сер 1968     | German Championships             | Джуді Тегарт          | 6–1, 7–5      |
| Перемога  | 5.   | Сер 1968     | Kitzbühel Championships          | Ерсебет Полгар        | 6–1, 6–0      |
| Перемога  | 6.   | Лис 1975     | South African Open               | Брігітт Куйперс       | 6–3, 3–6, 6–4 |

### Парний розряд 7 (4–3)
| Результат | Ранг | Дата     | Турнір                               | Партнерка       | Суперниці                       | Рахунок         |
| --------- | ---- | -------- | ------------------------------------ | --------------- | ------------------------------- | --------------- |
| Перемога  | 1.   | 1965     | Мастерс Рим, Італія                  | Мадонна Шакт    | Сільвана Лаццаріно Леа Періколі | 2–6, 6–2, 12–10 |
| Перемога  | 2.   | 1966     | Рим, Італія                          | Норма Байлон    | Енн Джонс Ліз Старкі            | 6–3, 1–6, 6–2   |
| Поразка   | 3.   | 1967     | Відкритий чемпіонат Франції, Франція | Пат Вокден      | Франсуаз Дюрр Гейл Шанфро       | 2–6, 2–6        |
| Поразка   | 4.   | 1968     | Рим, Італія                          | Пат Валкден     | Маргарет Корт Вірджинія Вейд    | 2–6, 5–7        |
| Перемога  | 3.   | 1968     | German Championships                 | Пат Валкден     | Вінні Шоу Джуді Тегарт          | 6–3, 7–5        |
| Перемога  | 4.   | Чер 1976 | Бекенгем, Англія                     | Брігітт Куйперс | Наталія Чмирьова Ольга Морозова | 9–7, 6–4        |
| Поразка   | 5.   | Лип 1976 | Гштад, Швейцарія                     | Брігітт Куйперс | Бетсі Нагелсен Венді Тернбулл   | 4–6, 4–6        |

### Мікст 1
| Результат | Ранг | Дата | Турнір            | Партнерка     | Суперниці               | Рахунок       |
| --------- | ---- | ---- | ----------------- | ------------- | ----------------------- | ------------- |
| Перемога  | 1.   | 1966 | Чемпіонат Франції | Фрю Макміллан | Енн Джонс Кларк Гребнер | 1–6, 6–3, 6–2 |